# 森特勒爾城 (阿肯色州)
森特勒爾城（英語：Central City）是一個位於美國阿肯色州錫巴斯琴縣的城鎮。

## 地理
森特勒爾城的座標為35°19′36″N 94°14′25″W / 35.32667°N 94.24028°W，而該地的平均海拔高度為134米（即440英尺）。

## 人口
根據2020年美國人口普查的數據，森特勒爾城的面積為5.92平方千米，當中陸地面積為5.76平方千米，而水域面積為0.16平方千米。當地共有人口461人，而人口密度為每平方千米77人。